# ویکتور سالازار (بازیکن فوتبال، زاده ۱۹۹۳)
ویکتور سالازار (انگلیسی: Víctor Salazar؛ زادهٔ ۲۶ مهٔ ۱۹۹۳) بازیکن فوتبال اهل آرژانتین است.سالازار فوتبال خود را از باشگاه آرژانتینی، روساریو سنترال آغاز کرد و هم اکنون در باشگاه پاراگوئه ای، الیمپیا عضویت دارد.